# Varronia paucidentata
Varronia paucidentata là loài thực vật có hoa trong họ Mồ hôi. Loài này được (Friesen) Friesen miêu tả khoa học đầu tiên năm 1933.